# Parco nazionale di Patvinsuo
Il parco nazionale di Patvinsuo comprende una vasta zona palustre che si estende tra Lieksa e Ilomantsi, in Finlandia. Vi nidificano cigni, gru e altri uccelli, ed è possibile avvistare orsi e altri mammiferi.
Il parco preserva l'ambiente di una tipica palude finlandese.

## Fauna
La fauna è caratterizzata dai tipici grandi mammiferi del Nord Europa: orsi bruni, lupi, linci, alci e renne. Sono presenti anche diversi animali di taglia più piccola, come ghiottoni, lepri artiche, ermellini, volpi, donnole, scoiattoli rossi e molti altri.